# Herb powiatu mogileńskiego
Herb powiatu mogileńskiego – jeden z symboli powiatu mogileńskiego, ustanowiony 30 sierpnia 2002.

## Wygląd i symbolika
Herb przedstawia na tarczy w polu złotym z podstawą szachową srebrno-czerwoną wyskakujących: półlwa czarnego i półorła czerwonego pod wspólną złotą koroną (herb Kujaw).